# Майк Браун
Майкл Браун (англ. Michael Braun; нар. 24 березня 1954, Джаспер, Індіана, США) — американський бізнесмен і політик-республіканець. Сенатор США від штату Індіана з січня 2019 року.

## Біографія
Браун навчався у Вобаш-коледжі та в Гарвардській школі бізнесу.
З 2004 по 2014 рік входив до шкільної ради Джаспера. З 2014 по 2017 рік був членом Палати представників Індіани від 63-го округу.
На виборах до Сенату у 2018 році він переміг діючого сенатора з Демократичної партії Джо Доннеллі.